# Hans Conried
Hans Georg Conried Jr. (Baltimore, 15 de abril de 1917  –  Burbank, 5 de janeiro de 1982) foi um ator e comediante americano, conhecido por vários papéis de dublagem.
Conried forneceu as vozes de George Darling e Capitão Hook, de Walt Disney, em Peter Pan (1953), Snidely Whiplash nos desenhos animados de Dudley Do-Right de Jay Ward, Professor Waldo P. Wigglesworth nos desenhos animados de Hoppity Hooper de Ward e Professor Kropotkin no versões de rádio e filme de My Friend Irma. Ele também apareceu como tio Tonoose no sitcom de Danny Thomas, Make Room for Daddy, e em vários papéis em I Love Lucy.

## Biografia
Conried nasceu em 15 de abril de 1917 em Baltimore, Maryland, filho de Edith Beryl e Hans Georg Conried. Sua mãe, nascida em Connecticut, era descendente de peregrinos, e seu pai era um imigrante judeu de Viena, na Áustria. Ele foi criado em Baltimore e na cidade de Nova York.
Ele estudou atuação na Columbia University e passou a desempenhar grandes papéis clássicos no palco. Conried trabalhou no rádio antes de se mudar para o cinema em 1939. Durante a Segunda Guerra Mundial, ele se alistou no Exército dos Estados Unidos em setembro de 1944.
Conried treinou em Fort Knox como tripulante de tanque, até que o exército decidiu que ele era alto demais. Ele se tornou um tripulante de morteiro pesado e depois foi enviado para as Filipinas como engenheiro até que o colega ator Jack Kruschen foi libertado para servir na Rede de Rádio das Forças Armadas.

## Carreira

### Carreira na rádio e outros trabalhos vocais
Uma das primeiras aparições de rádio de Conried ocorreu em 1937, quando ele apareceu em um papel coadjuvante em uma transmissão de The Taming of the Shrew na KECA em Los Angeles, Califórnia. Quatro anos depois, um jornal relatou sobre seu papel na Hollywood de Hedda Hopper : "Mas no microfone, ele é igualmente convincente como homens velhos, bêbados, dialéticos ou trágicos de Shakespeare. Miss Hopper favorece suas dramatizações quando o roteiro lhe permite, como ela diz, ficar com a cabeça dele".
Conried apareceu regularmente no rádio durante as décadas de 1940 e 1950. Ele estava no elenco regular de Ceiling Unlimited, de Orson Welles, pelo qual escreveu o episódio de 14 de dezembro de 1942, "War Workers". No The George Burns e Gracie Allen Show, ele interpretou um psiquiatra a quem George consulta regularmente para obter ajuda no trato com a elegante Gracie.
Conried estreou na Broadway em Can-Can e foi creditado em seis filmes (entre eles The Twonky e The 5,000 Fingers of Dr. T), todos em 1953. Outras produções da Broadway incluem 70, Girls, 70 e Irene. Ele pode ser ouvido nas gravações originais do elenco de "Can-Can", de Cole Porter, e "70, Girls, 70", de Kander & Ebb, onde, entre outras músicas, Conried apresenta uma música sensacional e rápida em ritmo acelerado intitulada "The Caper".
Mesmo quando jovem, Conried parecia muito mais velho do que sua idade real e frequentemente era escalado como acadêmicos pomposos de meia-idade ou mesmo idosos. Seu rosnado inimitável e sua dicção impecável eram adequados para os papéis que ele representava, seja retratando o sombrio Professor Kropotkin no programa de rádio My Friend Irma ou como vilões em quadrinhos e tipos sinistros ou irritadiços, como Mr. Darling e Captain Hook. Peter Pan (seguindo a tradição de ter os dois personagens retratados pelo mesmo ator), e The Grinch / narrador de Halloween Sein's Grinch Night, do Dr. Seuss. De acordo com o comentário em DVD de Futurama, ele foi a inspiração para a voz criada para Robot Devil. Ele foi uma referência ao modelo de ação ao vivo do rei Stefan em A Bela Adormecida e, embora tenha sido substituído por Taylor Holmes pelo papel de voz, ele gravou alguns diálogos.
Conried foi um membro do elenco de outros especiais do Dr. Seuss e The Rocky e Bullwinkle Show, dublando o personagem Snidely Whiplash nos segmentos Dudley Do-Right, uma criação de Jay Ward e Bill Scott, além de Wally Walrus no The Woody Woodpecker Show, Professor Waldo P. Wigglesworth em Hoppity Hooper e Dr. Dred em Drak Pack. Ele também atuou como o personagem "escravo no espelho", apresentando vários episódios memoráveis do Wonderful World of Color de Walt Disney.

### Aparições na TV

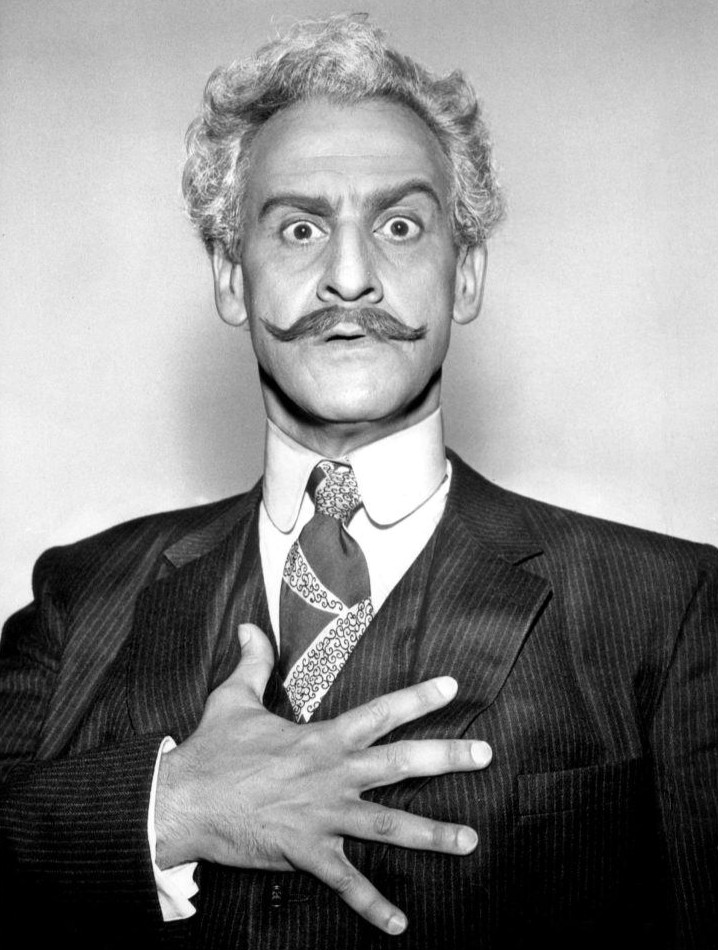
Conried como o tio mal-humorado Tonoose, um papel recorrente que ele desempenhou em Make Room for Daddy

Além de hospedar o Fractured Flickers de Jay Ward, Conried foi um participante regular do programa de pantomima Stump the Stars e um convidado semi-regular no programa de jogos hospedado por Ernie Kovacs, Take a Good Look. Ele era um convidado regular no Tonight Show de Jack Paar de 1959 a 1962. Conried se juntou ao elenco de The Tony Randall Show durante a temporada 1977-78.
Suas muitas participações especiais incluem I Love Lucy, Davy Crockett, The Californians, Meet McGraw, Hey, Jeannie! O Ray Milland Show, o DuPont Show com June Allyson, Os Reais McCoys, Os Muitos Amores de Dobie Gillis, Senhor Ed, Os Ilhéus, Ben Casey, Dr. Kildare, Perdidos no Espaço, Daniel Boone, The Beverly Hillbillies, The Lucy Show, Gilligan's Island, The Monkees, Have Gun - Will Travel, Love, American Style, Aqui está Lucy, Kolchak, Alice, Laverne & Shirley, The Love Boat, Hogan's Heroes, Match Game, Maverick, Donna Reed Show, O que é isso, Ilha da fantasia e Quark.
De 1955 a 1964, Conried fez 21 participações como Tio Tonoose, de Danny Thomas, em Make Room for Daddy, na ABC e depois na CBS. Ele foi destaque no episódio de 1958 "What Makes Opera Grand?" na série de antologias Omnibus. O episódio, uma análise de Leonard Bernstein, mostrando o poderoso efeito da música na ópera, contou com Conried como Marcello em uma dramatização falada do Ato III de La Bohème, de Puccini. O programa demonstrou o efeito da música em La Bohème, fazendo com que os atores falassem partes do libreto em inglês, seguidos por cantores de ópera cantando as mesmas linhas no italiano original.

## Vida pessoal
Ele se casou com Margaret Grant em 29 de janeiro de 1942; o casal teve quatro filhos.

## Morte
Conried tinha uma longa história de problemas cardíacos e sofreu um derrame em 1974 e um ataque cardíaco leve em 1979. Ele permaneceu ativo até sua morte em 5 de janeiro de 1982, um dia após sofrer um grande ataque cardíaco. Seu corpo foi doado para ciências médicas.

## Filmografia
- Dramatic School (1938) como Ramy
- Never Say Die (1939) como Bit Part (não-creditado)
- It's a Wonderful World (1939) como Delmonico, Stage Manager
- On Borrowed Time (1939) as Man in Convertible (não-creditado)
- Dulcy (1940) como Vincent Leach
- The Great Dictator (1940) como Undetermined Role (não-creditado)
- Bitter Sweet (1940) como Rudolph - Man at Mama Luden's (não-creditado)
- Maisie Was a Lady (1941) como Georgie Porgie - House Guest (não-creditado)
- They Met in Argentina (1941) como Guitar Player in Cantina (não-creditado)
- Underground (1941) como Herman - Underground Member (não-creditado)
- Unexpected Uncle (1941) como Clayton - Manager at Brocks (não-creditado)
- Weekend for Three (1941) como Desk Clerk
- More About Nostradamus (1941) (não-creditado)
- The Gay Falcon (1941) como Herman (não-creditado)
- A Date with the Falcon como Desk Clerk (não-creditado)
- Joan of Paris (1942) como Second Gestapo Agent (não-creditado)
- Blondie's Blessed Event (1942) como George Wickley
- Saboteur (1942) como Edward (não-creditado)
- The Wife Takes a Flyer (1942) como Hendrik Woverman
- Pacific Rendezvous (1942) como Park Hotel Desk Clerk (não-creditado)
- The Falcon Takes Over (1942) como Quincey W. Marriot (não-creditado)
- The Big Street (1942) como Louie - Headwaiter (não-creditado)
- The Greatest Gift (1942, short subject) como Father Fabian (não-creditado)
- Once Upon a Honeymoon (1942) como Vienna Tailor's Fitter (não-creditado)
- Nightmare (1942) como Hans - Nazi Agent
- Underground Agent (1942) como Hugo
- Hitler's Children (1943) como Dr. Graf
- Journey into Fear (1943) como Swami Magician
- Hostages (1943) como Lt. Glasenapp
- A Lady Takes a Chance (1943) como Gregg Stone
- Crazy House (1943) como Roco
- His Butler's Sister (1943) como Reeves
- Passage to Marseille (1944) como Jourdain (não-creditado)
- Mrs. Parkington (1944) como Mr. Ernst
- Sliphorn King of Polaroo (1945, short subject) como Narrator (voz)
- Woody Dines Out (1945, short subject) como Taxidermist (voz, não-creditado)
- The Senator Was Indiscreet (1947) como Waiter
- Variety Time (1948) como Rudy La Paix
- Design for Death (1948) como Narrador (japonês)
- The Barkleys of Broadway (1949) como Ladislaus Ladi
- My Friend Irma (1949) como Prof. Kropotkin
- Bride for Sale (1949) as Jewelry Salesman (não-creditado)
- On the Town (1949) como François - Head Waiter (não-creditado)
- One Hour in Wonderland (1950) como escravo do Magic Mirror
- Nancy Goes to Rio (1950) como Alfredo
- Summer Stock (1950) como Harrison I. Keath
- New Mexico (1951) como Abraham Lincoln
- Rich, Young and Pretty (1951) como Jean - Maitre D'
- Behave Yourself! (1951) como Norbert 'Gillie the Blade' Gillespie
- Texas Carnival (1951) como Hotel Clerk
- Too Young to Kiss (1951) como Mr. Sparrow
- I'll See You in My Dreams (1951) como William Rossiter (não-creditado)
- The Light Touch (1951) como Leopold (não-creditado)
- The World in His Arms (1952) como Eustace - Hotel Clerk
- 3 for Bedroom C (1952) como Jack Bleck - Press Agent
- Big Jim McLain (1952) como Robert Henried
- I Love Lucy (1952) como professor de inglês
- Peter Pan (1953) como Captain Hook/Mr. George Darling (voz)
- Johann Mouse (1953, short subject) como Narrador (voz)
- The Emperor's New Clothes (1953, curta) como vários (voz)
- Siren of Bagdad (1953) como Ben Ali
- The Twonky (1953) como Kerry West
- The 5,000 Fingers of Dr. T (1953) como Dr. Terwilliker
- The Affairs of Dobie Gillis (1953) as Professor Amos Pomfritt
- Ben and Me (1953,  curta) como Thomas Jefferson / Crook (voz)
- Davy Crockett, King of the Wild Frontier (1955) as Thimblerig
- The Miracle on 34th Street (1955) como Mr. Shellhammer[12] [TV adaptation]
- You're Never Too Young (1955) como François (não-creditado)
- The Birds and the Bees (1956) como Duc Jacques de Montaigne
- Bus Stop (1956) como fotógrafo da revista Life
- Carnival in Munich (1956, curta) como Narrator
- The Story of Anyburg U.S.A. (1957, curta) como Prosecutor (voz, não-creditado)
- The Woody Woodpecker Show (1957) como Wally Walrus
- The Monster That Challenged the World (1957) como Dr. Jess Rogers
- Jet Pilot (1957) como Coronel Matoff (originalmnte filmado em 1949)
- The Big Beat (1958) como Vladimir Skilsky
- Maverick (1958) (episódio - Black Fire) como Homer Eakins
- Rock-A-Bye Baby (1958) como Mr. Wright
- Sleeping Beauty (1959) (As live action model for animators to use as a guide) como Rei Stefan/Royal Herald (voz, não-creditado)
- Juke Box Rhythm (1959) como Balenko
- The Real McCoys (1959) (episode - The Actor) como Sterling Ames
- The Alphabet Conspiracy (1959, curta) como Mad Hatter
- 1001 Arabian Nights (1959) como The Wicked Wazir (voz)
- The Real McCoys (1959) (episódio - The Actor) como Sr. Ames
- The Magic Fountain (1961) como Otto the Owl (voz)
- The Bullwinkle Show (1961) como Snidely Whiplash
- Mister Ed (1962) (episódio - Ed and Paul Revere) como Igor
- Fractured Flickers (1963-1964, 26 episódios) como Host
- My Six Loves (1963) como Kinsley Kross
- Robin and the 7 Hoods (1964) como Mr. Ricks - Architect (não-creditado)
- The Patsy (1964) como Prof. Mulerr
- Gilligan's Island (1964-1965, 2 episodes) como Wrongway Feldman
- Hoppity Hooper (1961-1966, 104 episodes) como Professor Waldo Wigglesworth (voz)
- Hogan's Heroes (1966, episode #15) como Major Bonacelli
- Lost in Space (1967, 1 episode) como Sagramonte
- The Cricket on the Hearth (1967) como Tackleton (voz)
- Wake Me When the War Is Over (1969, TV) como Professor Herman Erhardt
- The Phantom Tollbooth (1970) as King Azaz/The MathemaGician (voz)
- Horton Hears a Who! (1970) como Narradorr/Horton/Dr. H. Hoovey (voz)
- O'Hara, U.S. Treasury (1972) (episode - Operation: Dorias) como Count Anton Brelius
- Dr. Seuss on the Loose (1973) como Narrator/North-going Zax/South-going Zax (voz)
- The Brothers O'Toole (1973) como Polonius Vandergelt
- Kolchak: The Night Stalker (1975) (episode - The Knightly Murders) como Mendel Boggs
- The Shaggy D.A. (1976) como Professor Whatley
- The Magic Pony (1977) (voz)
- The Hobbit (1977) como Thorin Oakenshield (voz)
- Halloween Is Grinch Night (1977) como The Grinch/Narrator (voz)
- The Cat from Outer Space (1978) como Dr. Heffel
- Every Girl Should Have One (1978) como vários (voz)
- Alice (1979, 2 episódios) como Randolph Briggs
- Oh, God! Book II (1980) como Dr. Barnes
- Drak Pack (1980, 16 episódios) como Dr. Dread (voz)
- Scruffy (1980) como Joe Tibbles/Solo the Scottish Terrier (voz)
- Faeries (1981) como Faerie King/Shadow (voz)
- The Trolls and the Christmas Express (1981) como Troglo (voz)
- Spider-Man and His Amazing Friends (1981) como Chameleon (voz)
- Miss Switch to the Rescue (1982) como Mordo, the Warlock (voz)